# Koning Willem-Alexandertunnel
De Koning Willem-Alexandertunnel is een dubbeldekstunnel voor het gemotoriseerde verkeer in de Nederlandse stad Maastricht. De tunnel met een lengte van 2,5 kilometer (onderste tunnelbuizen/A2) en 2,3 kilometer (bovenste tunnelbuizen/N2) bevindt zich tussen de afritten 53 (Viaductweg / Terblijterweg) en 54 (N278 / John F. Kennedysingel / Akersteenweg) van de autosnelweg A2.
Er zijn vier tunnelbuizen op elkaar gestapeld (twee boven en twee onder) met elk twee rijstroken. De bovenste tunnelbuizen zijn voor het plaatselijk verkeer (N2) en de onderste tunnelbuizen voor het doorgaand verkeer (A2). In alle tunnelbuizen geldt een inhaalverbod voor vrachtwagens.
Boven op het tunneldak is de Groene Loper aangelegd, een route omgeven door veel groen, die voornamelijk voor voetgangers en fietsers is bedoeld.

## Geschiedenis

### Voorgeschiedenis

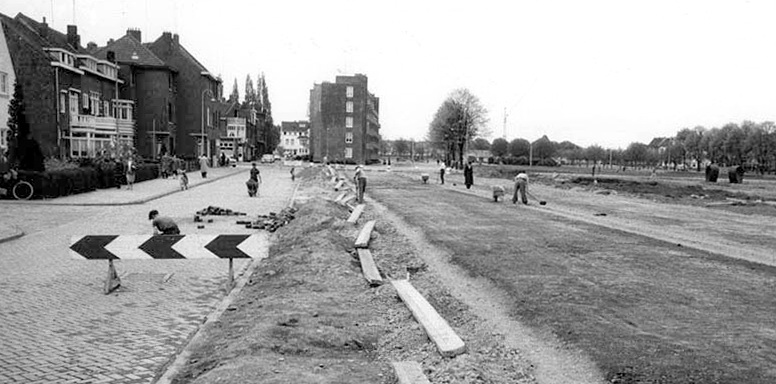
Aanleg N2 nabij Koningsplein, 1959

In de jaren 1930 werd in het drassige gebied tussen Wyck en het Wittevrouwenveld in het kader van de werkverschaffing het winterbed van de Maas gedempt en geëgaliseerd. Daarvoor werd gebruik gemaakt van leem die in Heer werd gewonnen. Omstreeks 1935 werd nabij het bestaande kruispunt Scharnerweg-Wittevrouwenweg het dubbelplein Koningsplein-Oranjeplein aangelegd. Op de hoek Koningsplein-Scharnerweg werd in 1950 het eerste moderne flatgebouw in Maastricht opgeleverd, de Gemeenteflat van architect Frans Dingemans.

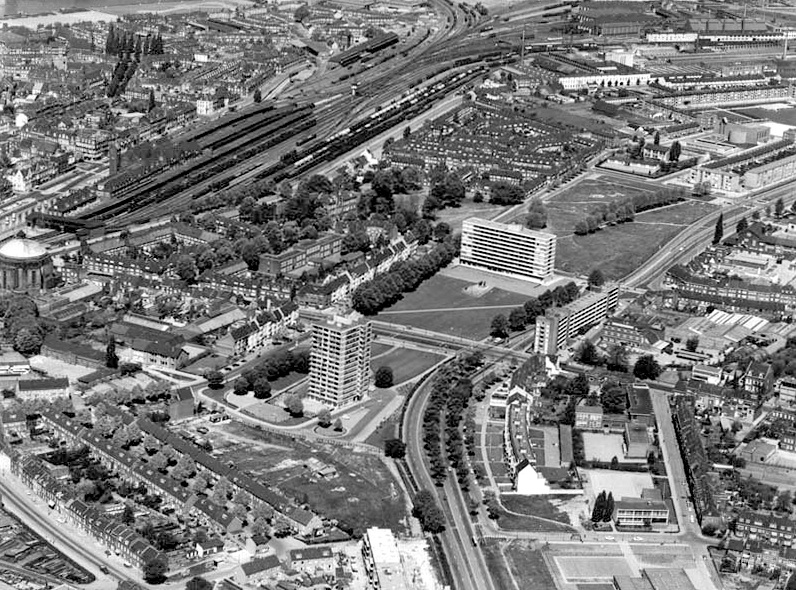
Luchtfoto 1962. Rechts de N2

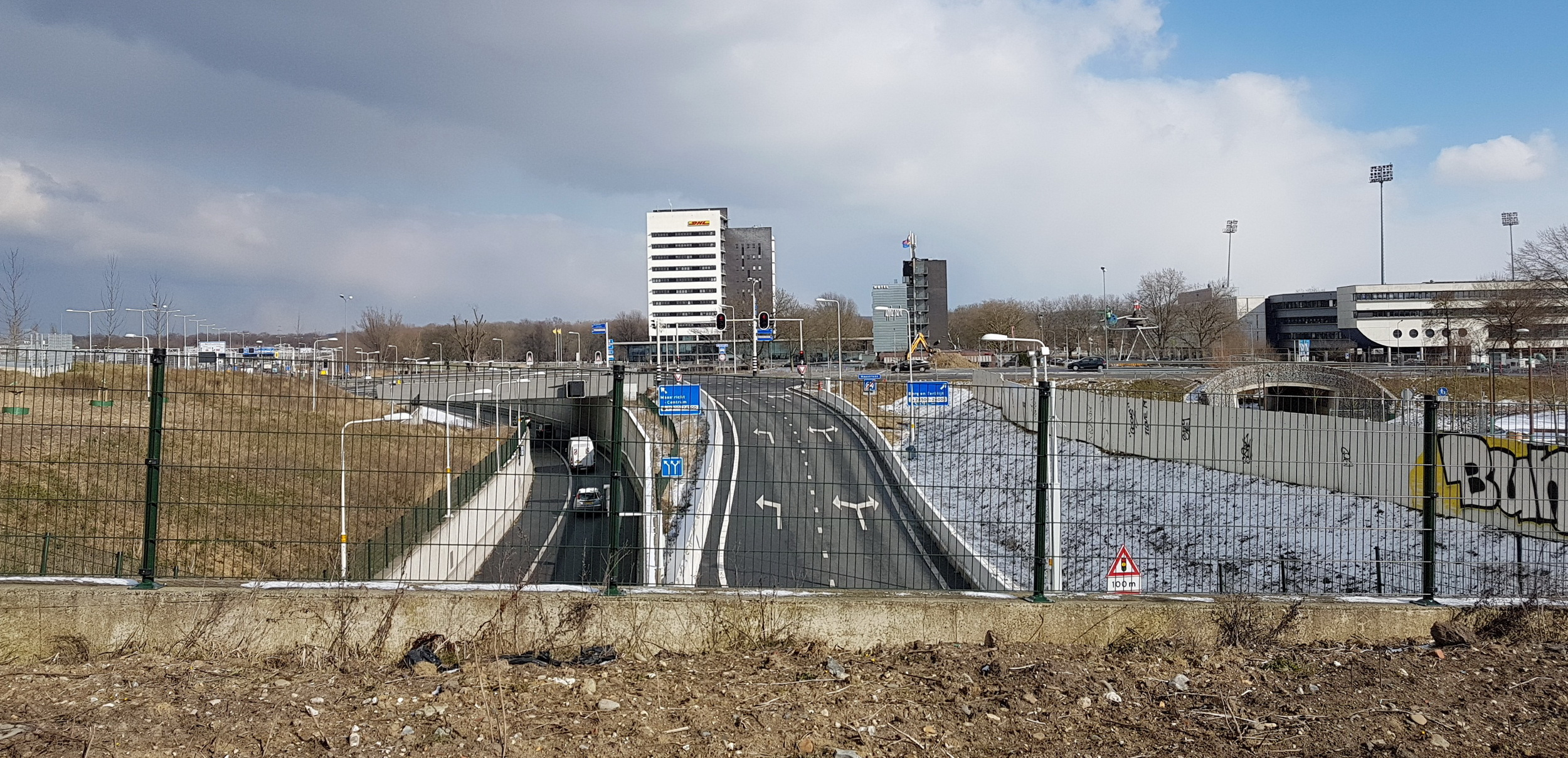
Noordelijke tunnelentree, 2018

In 1958-1962 werd de Wittevrouwenweg omgebouwd tot de autoweg N2, met 2x2 rijstroken en gelijkvloerse kruisingen. De weg lag tussen de gelijkvloerse verkeerspleinen Geusselt en Europaplein (in 1969 ongelijkvloers gemaakt). De weg was destijds onderdeel van Rijksweg 75 (van 1957 tot 1978 onderdeel van de N95, daarna opgenomen in de A2) en werd ook wel Europaweg 9 (E9) genoemd. Gevolg was dat al het doorgaande verkeer door Maastricht-Oost moest rijden en dit veroorzaakte jarenlang omgevingsoverlast in de aangrenzende buurten. Bovendien stonden er vaak files op dit traject en waren er geregeld onveilige verkeerssituaties. Rijkswaterstaat zocht reeds begin jaren tachtig naar een mogelijke oplossing voor dit probleem. Een plan om de N2 verdiept aan te leggen werd om financiële redenen nooit uitgevoerd.
In 2004 startte men met het plan om de N2 in Maastricht om te bouwen tot volwaardige autosnelweg, die deels zou worden ondertunneld. In maart 2007 werden vijf marktpartijen geselecteerd voor uitvoering van het plan, waarvan er in september 2007 nog drie over waren. In juni 2009 werd een keuze gemaakt uit de drie resterende combinaties, waarbij de bouwcombinatie Avenue2, een samenwerking van Strukton en Ballast Nedam, als winnaar uit de bus kwam met hun plan "De Groene Loper".

### Tunnelbouw
De bouw van de tunnel duurde vijf jaar en de kosten bedroegen 850 miljoen euro. De tunnel is op 16 december 2016 in gebruik genomen.
Tijdens de bouw van de tunnel was parallel aan de tunnel een tijdelijke versmalde omleiding aangelegd met in totaal vier rijstroken. Er waren drie tijdelijke bruggen voor voetgangers en fietsers geplaatst over de bouwplaats. De eerste is op 18 september 2010 geplaatst; de tweede volgde eind 2011 en de derde begin 2013. Daarnaast zijn er in 2013 twee gelijkvloerse bruggen over de bouwkuip voor gemotoriseerd verkeer, fietsers en voetgangers.

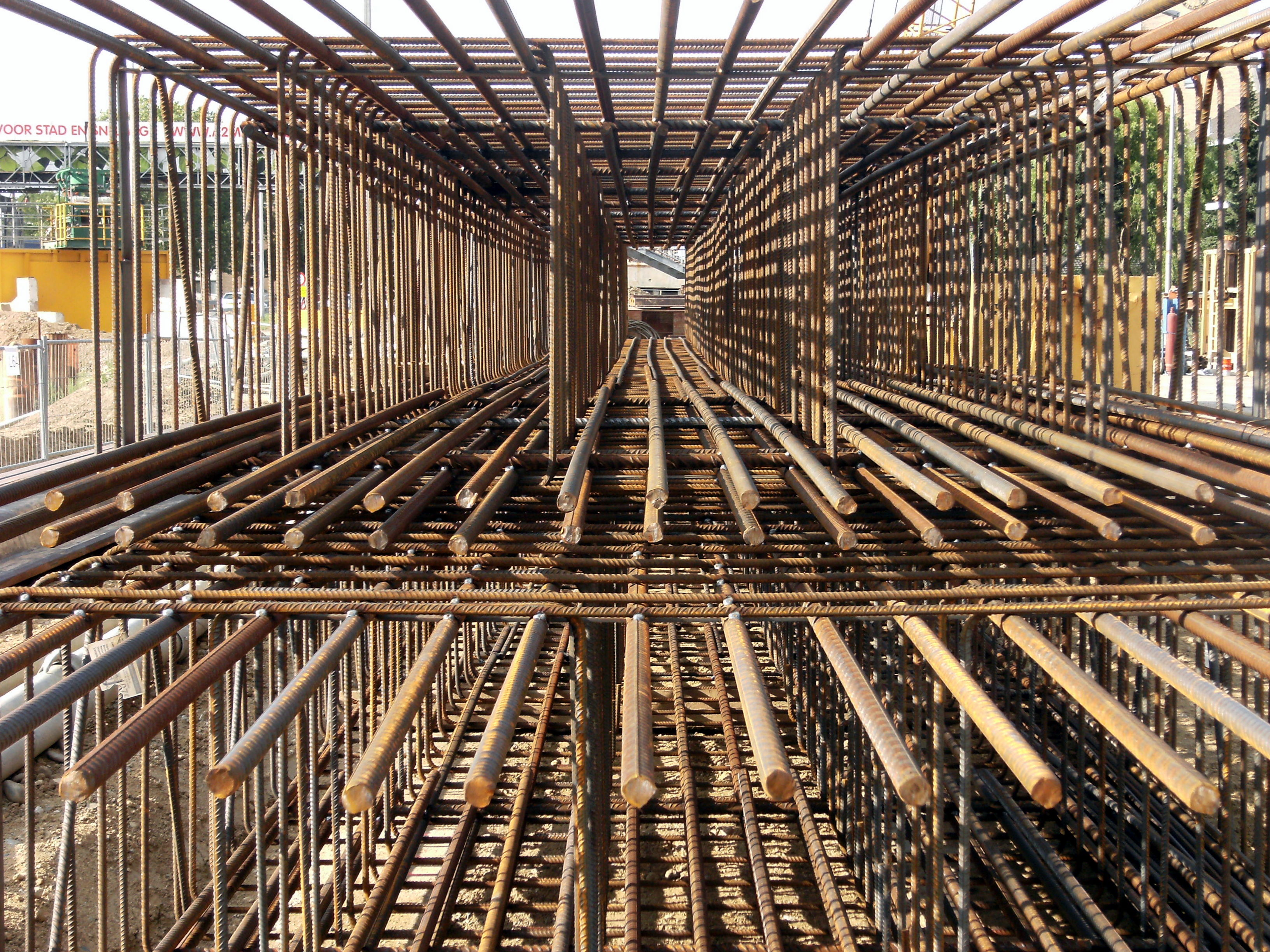
Staalconstructie, 2012
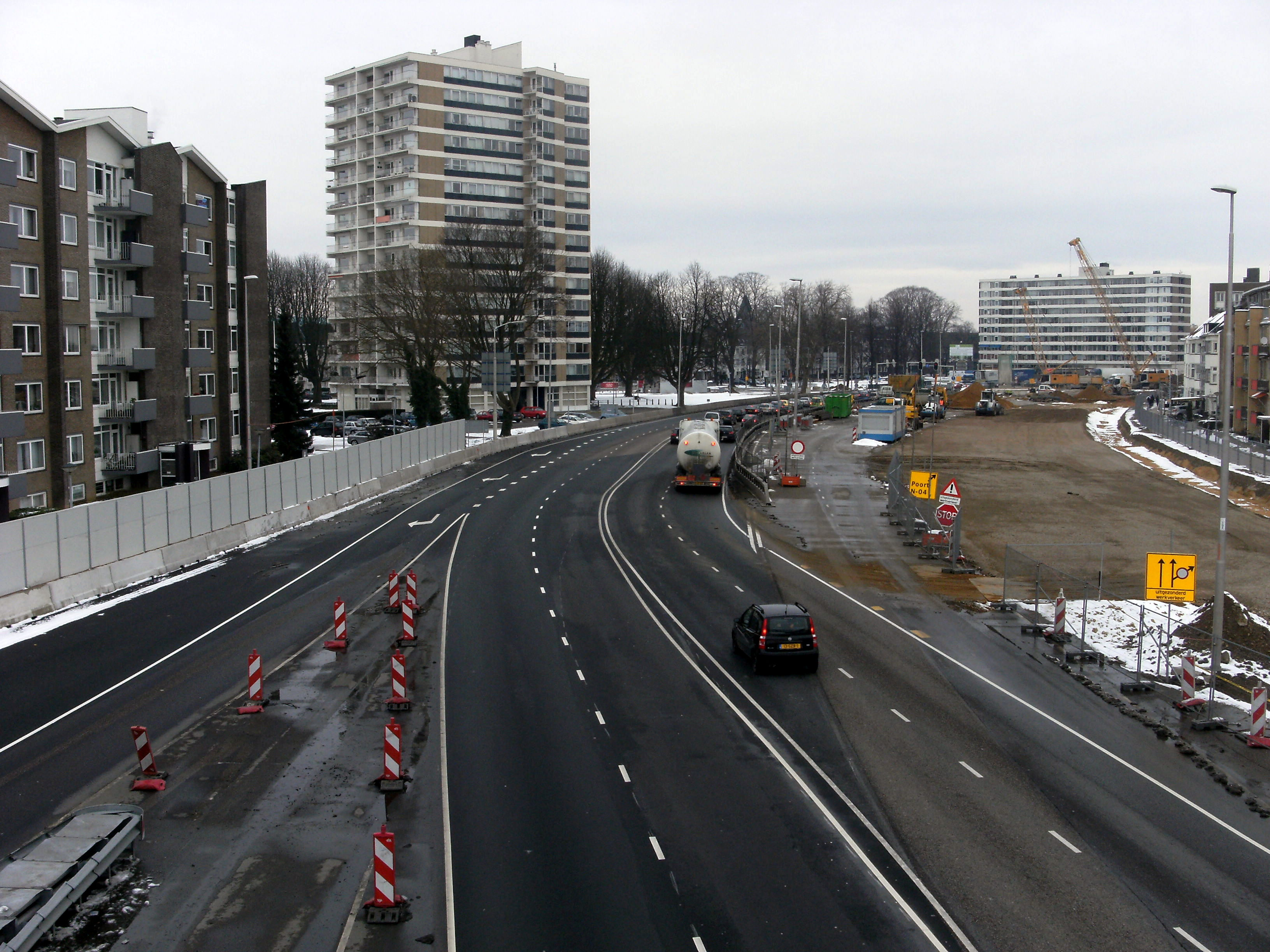
N2 tijdens de aanleg, 2013
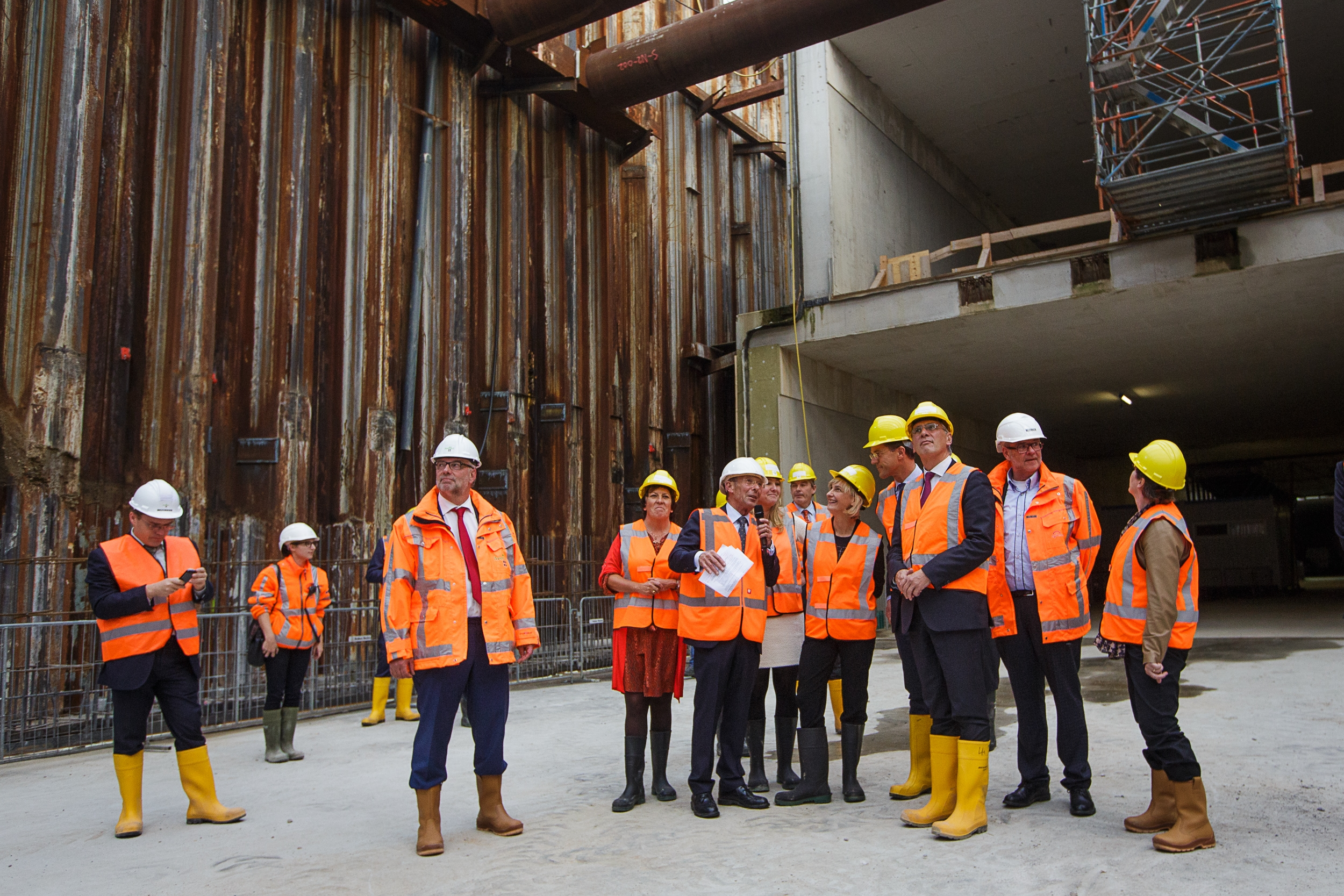
Regeringsbezoek, 2013
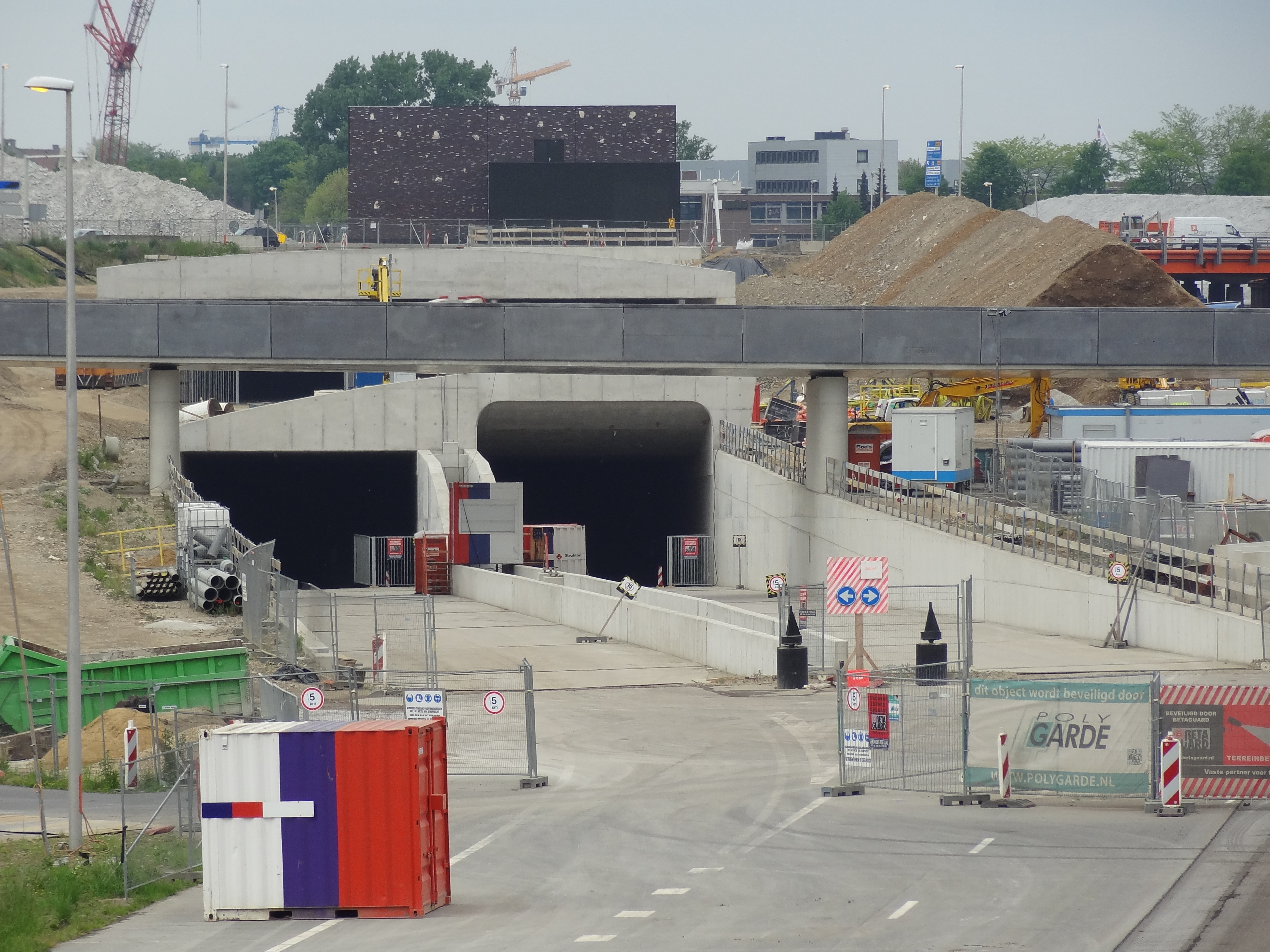
Tunnelentree (zuid), 2014

## Groene Loper en Vrijheidspark
In 2017 en 2018 is boven op de tunnel een parklaan aangelegd, de Groene Loper genoemd. Dit is een tweestrooksweg met gescheiden rijbanen en een breed fiets- en voetpad in de parkachtig ingerichte middenberm. Op het traject zijn meer dan tweeduizend lindebomen geplaatst. Vanaf 2018 worden de braakliggende terreinen (waar eens de voor de tunnelaanleg gesloopte flats stonden) geleidelijk bebouwd. Uiteindelijk zullen er circa 1150 eengezinswoningen en appartementen worden gebouwd.
Het Koningsplein en het Oranjeplein zijn omstreeks dezelfde tijd aaneengesmeed tot een nieuw stadspark, aanvankelijk Koningspark, vanaf 2018 Vrijheidspark genoemd.

## Overige werkzaamheden
Behalve de bouw van Koning Willem Alexandertunnel (en de aanleg van de Groene Loper op het tunneldak) zijn in het Maastrichtse tracé van de A2 diverse andere verkeerstechnische verbeteringen aangebracht. Het knooppunt Kruisdonk in het noorden van de stad is volledig omgebouwd, waarbij een nieuwe verbindingsweg zorgt voor een verbeterde verkeersdoorstroming in diverse richtingen. De nieuwe verbindingsweg leidt met een viaduct over de straat Mariënwaard naar het industrieterrein Beatrixhaven. De Viaductweg, die de A2 met de Noorderbrug verbindt, is geheel kruisingsvrij gemaakt. Ook het zuidelijke knooppunt Europaplein werd nieuw vormgegeven. Verder zijn nieuwe geluidschermen langs de A2 en A79 geplaatst.